# Katarina Herbertsson
Katarina Herbertsson, född 1970 i Sunne, är en svensk silversmed.
Herbertsson studerade vid Guldsmedsskolan i Mjölby 1986-1989 och en författarkurs vid Hantverkets folkhögskola i Leksand 1993. Hon har medverkat i samlingsutställningar på Värmlands museum.